# 신석구
신석구(申錫九, 1875년 5월 3일~1950년 10월 10일)는 일제강점기의 목회자, 독립운동가이며 한국의 감리교 목사이다. 3.1 만세 운동 당시 민족대표 33인의 한 사람이었다. 이후 목회활동에 종사하면서 신사참배, 전승기원예배, 창씨개명 등에 불참, 거부하였다. 한국 전쟁 중 체포, 투옥된 뒤 살해되었다. 아호는 은재(殷哉).

## 생애

### 3.1 만세 운동
1875년 5월 3일 충청도 청주군 산내이상면(현 충청북도 청원군 미원면 금관리)에서 출생하였다. 유교 집안에서 자라면서 어릴때는 한학을 배웠으나, 20대 후반이던 1907년 개신교에 입문하고, 협성신학교에 입학했다. 경기도와 강원도등 여러 곳에서 전도사로 일하다가 1917년 목사 안수를 받았다.
1919년 3·1 운동이 일어날 때는 경성부에서 목회를 하던 중이었다. 그는 오화영의 권유를 받고 민족대표 33인의 한 사람으로서 참가했다가, 체포되어 징역형을 선고 받고 복역했다.

### 신사참배, 창씨개명 거부
이후 그는 목회활동을 하였으며 기독교 사회단체 활동에 참여하는 한편, 총독부 당국의 신사참배령을 거부하였다.
신석구는 3·1 운동 이후에도 일본이 요구하는 신사참배와 전승기원예배를 매번 거부한 것으로 잘 알려져 있다. 감리교단이 교단 차원에서 신사참배 강요에 부응하는 결의를 하고 많은 목사들이 이를 따를 때 반대했고, 태평양 전쟁 시기에 대대적으로 대동아전쟁전승기원예배가 열릴 때도 참가하지 않았다. 이러한 행보는 같은 충북 출신의 감리교 목사로 민족대표 33인이기도 했던 정춘수의 친일 행위와 대비되는 것이었다. 1940년 조선총독부로부터 창씨개명령이 떨어졌으나 그는 창씨를 거부하였고 당국의 요시찰 인물이 되었다.

### 광복 이후
광복 당시에는 평안남도 룡강군의 교회에서 목사로 근무하고 있었는데, 북조선인민위원회의 설립을 반대하며 반공주의 운동을 벌였다. 이로 인해 1946년과 1947년에 한 차례씩 투옥되었고, 남한으로 월남하라는 주변의 권유에 그는 어린 양들을 버리고 남하할 수 없다며 거절하였다.
1949년 4월에 또다시 조직 사건으로 체포되었다. 이때는 이미 75세의 고령이었으며, 징역 10년형을 선고 받고 평양형무소 수감 중 한국 전쟁이 발발하면서 총살당했다.

## 사후
- 대한민국 정부는 그의 공헌을 기려 1963년 건국훈장 대통령장을 추서하였다.
- 충북 청주의 삼일공원에 동상이 설치되었다.
- 감리교단에서 평전 《신석구 연구》(이덕주 저, 2000년)를 펴냈다.

## 같이 보기
- 독립유공자로 대통령장을 수여받은 사람

| - 3.1 운동 - 2.8 독립 선언 - 군정기 - 김석창 - 김예진 - 김병조 - 김규식 - 안창호 - 오영선 - 윤치호 | - 민족대표 33인 - 민족대표 48인 - 우덕순 - 안재홍 - 송진우 - 방응모 - 안병욱 - 오영섭 - 이상재 - 조병옥 | - 박헌영 - 김원봉 - 조도선 - 조만식 - 주기철 |

## 참고자료
- 대한민국 국가보훈처, 이 달의 독립 운동가 상세자료 - 신석구, 1996년
- 한국컴퓨터선교회, 한국 기독교 인물 - 신석구(申錫九) 신비주의 민족운동가
- 이찬영 (2000). 〈17. 신석구 목사 반공 방송〉. 《북한 기독교 100장면》. 서울: 소망사. ISBN 89-7510-001-4.